# Иванов, Артур Сергеевич
Артур Сергеевич Иванов (род. 17 июня 1985, Москва, СССР) — российский актёр театра и кино, актёр озвучивания, заслуженный артист России (2021), обладатель премии Москвы в области литературы и искусства (2017), лауреат премии «Золотая маска» (2014).

## Биография
Артур Иванов родился 17 июня 1985 года в Москве. Вырос в Даниловском районе столицы. Воспитывался матерью, отец — военный музыкант.
После школы отучился в ПТУ на автомеханика, но затем решил попробовать актёрское мастерство и перед поступлением в театральное училище окончил подготовительные курсы. И как признается сам актёр, что если бы его не взяли с первого раза туда, то он больше попыток не предпринимал бы.
В 2008 году окончил Театральное училище имени Бориса Щукина, курс режиссёра Иванова Владимира Владимировича.
Во время учёбы подрабатывал гардеробщиком в ночных клубах, помощником бармена. Иногда его приглашали как аниматора на мероприятия.
После окончания училища был принят в театр имени Евгения Вахтангова. Первой ролью Артура был Яков Наконечников в музыкальном спектакле Владимира Иванова «Белая акация». Второй работой стала роль Полковника в спектакле «Мадемуазель Нитуш» по мотивам оперетты Ф. Эрве.
Затем артист стал играть более серьёзные роли. Например, Гектор (Троил и Крессида), Кирилл (Принцесса Ивонна), Шатов (Бесы), Шохин (Люди как люди), Медведенко (Чайка), Астров (Дядя Ваня), Тюремщик (Мера за меру), Ле-Бре (Сирано де Бержерак), Умберто и Генерал (Пристань – «Филумена Мартурано» и «Игрок»),  Лир (Король Лир), Фернан (Ветер шумит в тополях), Король (Обыкновенное чудо) и многие другие.
Сниматься в кино начал в 2005—2006 годах ещё во время учебы. Первой работой была в роль в сериале «Люба, дети и завод…». Потом были роли в фильме «Стиляги», в детективе «Кодекс чести-4».
После роли в сериале «Тихий дон» его стали стали приглашать на съёмки более активно, затем он сыграл в сериалах «Дилетант», «Золотая Орда», «Сто дней свободы», «Ангел-хранитель».

## Семья
Холост, в 2022 году родилась дочь.

## Награды и премии
В 2014 году спектакль Евгений Онегин по роману в стихах А.С. Пушкина в постановке Римаса Туминаса с участием актёра стал лауреатом премии «Золотая маска».
В 2017 году за роль генерала-майора Чарноты в спектакле Юрия Бутусова «Бег» была отмечена Премией Москвы в области литературы и искусства .
В 2021 году стал лауреатом XIV Премии «Звезда Театрала» в номинации «Лучший спектакль. Большая форма».
Заслуженный артист России.

## Роли в театре[1]
- 1995 – «Али-Баба и сорок разбойников» – волшебная сказка Шахрезады в 2 частях (реж Михаил Воронцов, Вячеслав Шалевич, премьера 16 декабря 1995 года) -  Касем, брат Али-Бабы
- 1997 – «За двумя зайцами…» (реж Алексаендр Горбань, премьрера 28 октября 1997 года) – Квартальный
- 2002 – «Чайка» – комедия в 2 действиях, по пьесе А.П. Чехова (реж Павел Сафонов, премьера 3 мая 2002 года) – Евгений Сергеевич Дорн
- 2002 – «Царская охота» — спектакль по пьесе Леонида Зорина (реж В.В. Иванов, премьера 3 ноября 2002 года) - Егорушка
- 2003 – «Фредерик, или Бульвар преступлений» -– спектакль по пьесе Эрика-Эммануэля Шмитта (реж Николай Пинигин, премьера 8 февраля 2003 года) - Начальник службы безопасности/ Жандарм
- 1998 – «Амфитрион» – комедия в 2-х действиях Жан-Батиста Мольера (реж Владимир Мирзоев, премьера 4 февраля 1998 года) – Павзикл, фиванский военачальник
- 2004 – «Мадемуазель Нитуш» – фантазия по мотивам оперетты Эрве (реж В.В. Иванов, премьера 30 декабря 2004) – Полковник Альфред Шато-Жибюс
- 2008 – «Берег женщин» – хореографическая композиция по мотивам песен Марлен Дитрих (реж Анжелика Холина, премьера 22 августа 2008 года) – Аргентинский еврей
- 2008 – «Белая акация» – музыкальный спектакль в 2-х действиях Исаака Дунаевского, либретто Вл. Масса и М. Червинского (реж В.В. Иванов, премьера 5 октября 2008 года) - Яков Федорович Наконечников, по прозвищу «Буксир», кладовщик
- 2008 – «Троил и Крессида» – спектакль по пьесе Уильяма Шекспира (реж Римас Туминас, премьера 6 ноября 2008 года) – Гектор
- 2009 – «Дядя Ваня» - сцены из деревенской жизни по пьесе А.П. Чехова (реж Римас Туминас, премьера 2 сентября 2009 года) – Астров Михаил Львович
- 2010 – «Мера за меру» - спектакль по пьесе Вильяма Шекспира (реж Юрий Бутусов, премьера 7 сентября 2010 года) – Тюремщик
- 2011 – «Принцесса Ивонна» - спектакль по пьесе Витольда Гомбровича «Ивонна, принцесса Бургундская» (реж Владимир Мирзоев, премьера 21 января 2011 года) – Кирилл, друг принца
- 2011 – «Ветер Шумит в тополях» – спектакль по пьесе Жеральда Сиблейраса (реж Римас Туминас, премьера 19 февраля 2011 года) - Фернан
- 2011 – «Люди как люди» – спектакль по пьесе Максима Горького «Зыковы» (реж В.В. Иванов, премьера 3 апреля 2011 года) – Шохин
- 2011 – «Пристань» – спектакль по мотивам произведений Б. Брехта, И. Бунина, Ф. Достоевского, Ф. Дюрренматта, А. Миллера, А. Пушкина, Э. де Филиппо (реж Римас Туминас, премьера 11 ноября 2011 года) – Умберто/ Генерал
- 2012 – «Бесы» - спектакль по роману Ф.М. Достоевского (реж Юрий Любимов, премьера 27 марта 2012 года) - Шатов
- 2012 – «Анна Каренина» — хореографический спектакль по мотивам романа Л.Н.Толстого (реж Анжелика Холина, премьера 28 апреля 2012 года) – Князь Тверской, муж Бетси
- 2012 – «Обычное дело» — спектакль по пьесе Рэя Куни (реж В.В. Иванов, премьера 7 сентября 2012 года) – Билл
- 2013 – «Евгений Онегин» – сцены из романа А.С. Пушкина (реж Римас Туминас, премьера 13 февраля 2013 года) – Гусар в отставке
- 2014 – «Ревнивая к себе самой» — спектакль по пьесе Тирсо де Молина (реж Александр Коручеков, 22 апреля 2014 года) – Дон Луис
- 2015 — «Бег» — 8 снов по пьесе М.А. Булгакова (реж Юрий Бутусов, премьера 11 апреля 2015 года) - Григорий Лукьянович Чарнот
- 2015 – «Возьмите зонт, Мадам Готье!» – (реж В.В.Иванов, премьера 13 октября 2015 года) – Огюст Готье
- 2016 – «Царь Эдип» — сценическая редакция театра по Софоклу (реж Римас Туминас, премьера 12 ноября 2016 года) – Пастух
- 2018 – «В ожидании Годо» – трагикомедия Сэмюэля Беккета (реж Владимир Бельдиян, премьера 3 февраля 2018 года) – Владимир
- 2021 – «Король Лир» – спектакль по пьесе Уильяма Шекспира (реж Юрий Бутусов, премьера 27 февраля 2021 года) – Король Лир
- 2023 – «Обыкновенное чудо» -– сказка по пьесе Е.Л.Шварца (реж Иван Поповски, премьера 3 декабря 2012 года) – Король

## Фильмография
- 2005—2006 — Люба, дети завод — студент
- 2008 — Белая акация (фильм-спектакль) — Яков Федорович Наконечников по прозвищу "Буксир", кладовщик
- 2009 — Стиляги (реж. В. Тодоровский) — эпизод
- 2010 — Кодекс чести 4 — Бойко
- 2010—2011 — Институт благородных девиц — генерал Скобелев
- 2011 — Пристань (фильм-спектакль) — Умберто, генерал
- 2011 — Раскол — Наумов, пристав
- 2012 — Берег женщин (фильм-спектакль)
- 2012 — Троил и Крессида (фильм—спектакль) — Гектор, сын Приама
- 2013 — Мент в законе—8 — Борис
- 2013 — Романовы (документальный) — Пётр I
- 2013 — Тайны института благородных девиц — Скобелев
- 2014 — Я всё преодолею — Виктор Колычев, муж Людмилы
- 2015 — Тихий дон — Петр Мелехов
- 2016 — Дилетант — Сафронов, начальник Киры
- 2016 — Иннокентий Сибиряков... Помогите мне... Я страшно богат — Александр III, император
- 2017 — Ангел—хранитель — Петр Кондратьев
- 2018 — Золотая Орда — князь Борис, брат Ярослава, муж Устиньи
- 2018 — Операция «Валькирия» — Кулибин, главная роль
- 2018 — Сто дней свободы — Пащенко
- 2019 — Екатерина. Самозванцы — Емельян Пугачёв
- 2019 — Жди меня — Сергей Громов, полковник
- 2019 — Заступники — переводчик
- 2020 — Грозный — Лука
- 2021 — Пальма | A Dog Named Palma | ハチとパルマの物語 (Россия, Япония) — Юрий, журналист
- 2021 — Ряд — эпизод
- 2022 — Секреты семейной жизни-2 — Павел
- 2022 — Химера — Иван Николаевич Лебедев, генерал-майор
- 2022 — Янычар — Борис Годунов, главная роль
- 2023 — Бременские музыканты — Дарк, начальник королевской стражи
- 2023 — Ивановы-Ивановы — Георгий Сафронов, бизнесмен
- 2023 — Праведник — Тимчук
- 2024 — Лихие — Джем
- 2024 — Противостояние — Дерябин
- 2024 — Столыпин — Александр Редигер